# 松本市女性社員殺害事件
松本市女性社員殺害事件（まつもとしじょせいしゃいんさつがいじけん）とは1994年3月に発生した強盗殺人事件（未解決事件）。

## 概要
1994年3月9日午前9時40分頃、長野県松本市筑摩のパチンコ店裏の農道でパチンコ景品納入会社の女性社員（当時47歳）がワゴン車でパチンコ店に向かう途中で対向車の男に止められた所を襲われ、小切手6枚（額面計約3000万円）と現金40万円入りのショルダーバッグを奪われた上、首を刃物で切られて殺害された。女性社員はパチンコ店の景品交換所に景品のボールペンを納品するために自動車で回っているところだった。
長野県警察は目撃情報から犯人は「身長160〜170cm」「年齢20～40歳」「ふわっとしたパーマ様の黒髪」の男とみて捜査を行い、時効直前までで延べ約1万人の捜査員を投入したが、容疑者を特定できないまま、2009年3月9日午前0時に公訴時効が成立した。被害者の夫は殺人事件被害者遺族の会（宙の会）設立後、会員で初めての時効経験者となったが「15年間、1日たりとも事件のことを忘れたことはなかった。ほかの人たちがこんな思いをしないよう、撤廃を訴え続けていきたい」と述べて宙の会会員として殺人事件の公訴時効撤廃の署名活動を行なっていくという。